# Nierembergia veitchii
Espèce
Classification APG III (2009)
Nierembergia veitchii est une espèce de plantes de la famille des Solanacées originaire d'Amérique du Sud.

## Position taxinomique
William Jackson Hooker décrit cette plante en 1866 à partir du type collecté dans la Province de Tucumán (Argentine)  par les horticulteurs Veitch à qui il dédie cette espèce.

## Description
Il s'agit d'une plante vivace (si les températures restent strictement positives), buissonnante, de moins de cinquante centimètres de haut.
Ses tiges sont grêles et ramifiées et dressées. L'ensemble de la plante est pubescent, ce qui constitue une des caractéristiques de cette espèce.
Les feuilles, alternes dans la partie inférieure de la plante, opposées à la partie supérieure des ramifications, lancéolées, ont de trois à quatre centimètres de long, sur cinq à quinze millimètres de large.
Les fleurs, assez nombreuses sur les ramifications, opposées au feuilles, blanches à rose, ont environ cinq centimètres de diamètre. Le tube de la fleur est assez long, atteignant trois centimètres. Le calice est large, campanulé à cinq lobes.
Cette espèce compte 16 chromosomes.

## Distribution
Nierembergia veitchii est une plante originaire d'Amérique du Sud : Brésil, Argentine.
Elle s'implante en sol plutôt sec et ensoleillé.

## Toxicité
Nierembergia veitchii est reconnue comme plante susceptible de provoquer des calcinoses ; ses effets ont été étudiés sur le rat en 2000 (anomalies du fœtus et du squelette)
En 2001 et 2006, cette plante est convaincue d'avoir empoisonné des moutons qui l'ont broutée, causant une trentaine de décès par calcinose dans les troupeaux au Brésil,.